# John Bodkin Adams

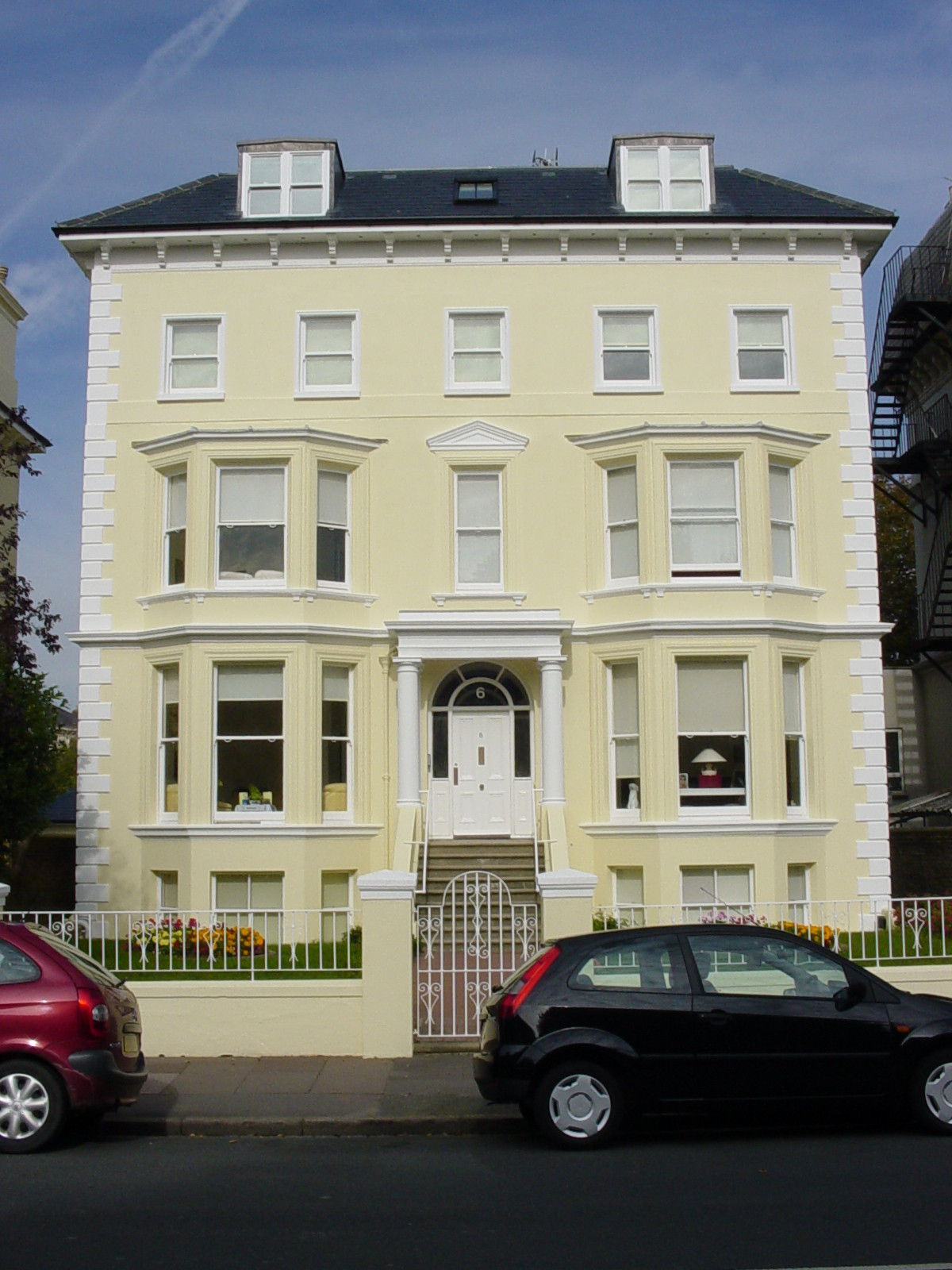
Kent Lodge, das Haus von Dr. Adams

John Bodkin Adams (* 21. Januar 1899 in Randalstown; † 4. Juli 1983 in Eastbourne) war ein britischer Mediziner und Betrüger, der auch als Serienmörder angeklagt, aber freigesprochen wurde.

## Leben
Zwischen 1946 und 1956 starben mehr als 160 seiner Patienten unter mysteriösen Umständen. 132 dieser Patienten hinterließen ihm in ihren Testamenten Geld oder Gegenstände. Am 19. Dezember 1956 wurde der Arzt von der Polizei unter Mordverdacht festgenommen. 1957 wurde er wegen Mordes an einer Patientin angeklagt und freigesprochen. Eine weitere Mordanklage wurde später von der Anklage zurückgezogen, was vom Vorsitzenden Richter als Prozessmissbrauch gerügt wurde. Diese Vorgehensweise des Staatsanwalts führte sogar zu Diskussionen im britischen Parlament. Weltweit wurde über den Prozess berichtet, und er wurde damals als „größter Mordprozess aller Zeiten“ bzw. „Mordprozess des Jahrhunderts“ bezeichnet.
Der Prozess hatte mehrere wichtige juristische Auswirkungen. Erstens führte er das Prinzip der Doppelwirkung in das englische Recht ein, wonach ein Arzt, der im Willen, Schmerzen seines Patienten zu stillen, unbeabsichtigt den Tod des Patienten herbeiführt, nicht des Mordes angeklagt werden darf. Zweitens wurde aufgrund des enormen öffentlichen Andrangs bei Adams’ Anhörung dem Angeklagten zugestanden, den Ausschluss der Öffentlichkeit zu beantragen. Schließlich wurde noch einmal klargestellt, dass es niemandem als Nachteil angerechnet werden darf, wenn er von seinem Recht Gebrauch macht, sich vor Gericht nicht zu verteidigen.
In einem abgetrennten Verfahren wurde Adams des Rezeptbetrugs in 13 Fällen schuldig gesprochen. Weitere Anklagepunkte waren Manipulation von Krematoriumspapieren, Fehlen eines Arzneimittelverzeichnisses und Behinderung einer polizeilichen Durchsuchung. Dadurch verlor er für vier Jahre seine Zulassung als Arzt und konnte erst 1961 wieder praktizieren.
Nachdem er seine Zulassung zurückerhalten hatte, praktizierte er wieder als Hausarzt in Eastbourne. Als er 1962 ein Visum für die USA beantragte, wurde ihm dies verwehrt, weil er wegen seines Umgangs mit gefährlichen Arzneimitteln verurteilt worden war.
In späteren Jahren war er Präsident der britischen Tontaubenschützenvereinigung.
Am 30. Juni 1983 brach er sich beim Schießtraining in Battle die Hüfte und wurde ins Krankenhaus eingeliefert, wo er am 4. Juli 1983 an einer Lungenentzündung starb.
Er hinterließ ein Haus im Wert von 402.970 £ und ein Vermögen von 1.000 £. Dies vermachte er Percy Hoskins, dem einzigen Reporter, der ihn während seines Mordprozesses unterstützt hatte. Dieser spendete das Geld karitativen Zwecken. Bis zuletzt wurde Adams in Testamenten seiner Patienten bedacht. 1986 behandelte der englische Spielfilm Der gute Doktor Bodkin seinen Fall. Die Hauptrolle spielte Timothy West.
Die Akten des Falles sollten zunächst bis 2033 unter Verschluss gehalten werden, wurden aber aufgrund einer Ausnahmegenehmigung bereits 2003 wieder veröffentlicht.